# HD48114
HD48114 — хімічно пекулярна зоря спектрального класу
B9 й має видиму зоряну величину в смузі V приблизно  8,9.

## Пекулярний хімічний вміст
Зоряна атмосфера HD48114 має підвищений вміст 
Si
.